# Ageniaspis mayri
Ageniaspis mayri is een vliesvleugelig insect uit de familie Encyrtidae. De wetenschappelijke naam is voor het eerst geldig gepubliceerd in 1908 door Luigi Masi.
De soort parasiteert volgens Masi Oecophyllembius neglectus, een mineermot uit de familie Gracillariidae, waarvan de larven in olijfboombladeren mineren. O. neglectus is een junior synoniem van Metriochroa latifoliella.